# Río Santa Lucía Chico
Le río Santa Lucía Chico est un cours d'eau qui s'écoule au sud de l'Uruguay. Il est l'un des deux principaux affluents de rive droite du río Santa Lucía après un cours de 105 km.

## Description
Le río Santa Lucía Chico est, dans tout son parcours, une rivière ayant cours en Uruguay, appartenant au bassin de la Plata. Il prend sa source dans la cuchilla Santa Lucía, sur la bordure sud-ouest de la cuchilla Grande. Depuis son lieu de source juchée à 280 mètres de hauteur, il traverse, selon une orientation nord-est/sud-ouest, une partie du département de Florida avant de se déverser dans le río Santa Lucía sur sa rive droite, après avoir effectué un modeste cours de 105 km. 
Avec le río San José, le río Santa Lucía Chico est le deuxième plus long affluent de la rive droite du río Santa Lucía. La rivière traverse la ville de Florida, qui est la capitale du département homonyme. Sur son cours se trouve le site historique de la Piedra Alta, lieu où a été déclarée l'indépendance de l'Uruguay. Sur son modeste cours, ses principaux affluents sont l'arroyo de Pintado, l'arroyo de Cruz et l'arroyo Talita.